# BD 웡
BD 웡(BD Wong, 1960년 10월 24일 ~ )은 미국의 배우이다.

## 출연 작품

### 영화
- 베스트 키드 2 (1986)
- 패밀리 비지니스 (1989)
- 프레쉬맨 (1990)
- 미스테리 데이트 (1991)
- 신부의 아버지 (1991)
- 쥬라기 공원 (1993) - 헨리 우 박사 역
- 앤 더 밴드 플레이드 온 (1993)
- 사랑의 금고털이 (1994)
- 붉은 전사 (1994)
- 신부의 아버지 2 (1995)
- 파이널 디씨전 (1996) - 루이 역
- 조의 아파트 (1996)
- 티벳에서의 7년 (1997)
- 뮬란 (1998) - 목소리
- 집행자 (2002)
- 뮬란 2 (2005) - 목소리
- 스테이 (2005)
- 더 노멀 하트 (2014)
- 포커스 (2015)
- 쥬라기 월드 (2015) - 헨리 우 박사 역
- 스페이스 비트윈 어스 (2017)
- 쥬라기 월드: 폴른 킹덤 (2018) - 헨리 우 박사 역
- 버드 박스 (2018)
- 쥬라기 월드: 도미니언 (2022) - 헨리 우 박사 역
- 하트 오브 스톤 (2023)

### 텔레비전 드라마
- 엑스파일 (1996)
- 오즈 (1997-2003)
- 시카고 메디컬 (1999)
- 성범죄수사대: SVU (2001-15)
- 어웨이크 (2012)
- NCIS: 뉴올리언스 (2015)
- 간호사 재키 (2015)
- 마담 세크리터리 (2015-18)
- 미스터 로봇 (2015-19)
- 고담 (2016-19)
- 아메리칸 호러 스토리: 종말 (2018)
- 플래시 (2019-20)
- 아콰피나 이즈 노라 프롬 퀸즈 (2020-현재) - 월리 역 (코미디 센트럴)